# 코바야시 치아키
코바야시 치아키(일본어: 小林 千晃 こばやし ちあき[*], 1994년 6월 4일 ~ )는 일본의 성우다. 가나가와현 출신이다. 오사와 사무소 소속이다. 2021년 3월 제15회 성우 어워드에서 신인 남우상을 수상했다.